# Käringtjärnen, Medelpad
Käringtjärnen är en sjö i Sundsvalls kommun i Medelpad och ingår i Ljungans huvudavrinningsområde. Sjön har en area på 0,0661 kvadratkilometer och ligger 57,5 meter över havet. Sjön avvattnas av vattendraget Tälgslättån (Malungsån).

## Delavrinningsområde
Käringtjärnen ingår i det delavrinningsområde (690569-156779) som SMHI kallar för Inloppet i Vikarn. Medelhöjden är 105 meter över havet och ytan är 5,73 kvadratkilometer. Räknas de 28 avrinningsområdena uppströms in blir den ackumulerade arean 225,09 kvadratkilometer. Tälgslättån (Malungsån) som avvattnar avrinningsområdet har biflödesordning 2, vilket innebär att vattnet flödar genom totalt 2 vattendrag innan det når havet efter 32 kilometer. Avrinningsområdet består mestadels av skog (84 procent). Avrinningsområdet har 0,06 kvadratkilometer vattenytor vilket ger det en sjöprocent på 1 procent.